# Jazdska pokrajina
Jazdska pokrajina (perz. استان یزد; Ostān-e Jazd) je jedna od 31 iranske pokrajine. Smještena je u središnjem dijelu zemlje, a omeđena je Semnanskom pokrajinom i Razavi Horasanom na sjeveru, Južnim Horasanom na istoku, Kermanskom pokrajinom i Farsom na jugu, te Isfahanskom pokrajinom na zapadu. Jazdska pokrajina ima površinu od 129.285 km², a prema popisu stanovništva iz 2006. godine u njoj je živjelo 958.323 stanovnika. Sjedište pokrajine nalazi se u gradu Jazdu.

## Okruzi
- Abarkuški okrug
- Ardakanski okrug
- Bafkanski okrug
- Bahabadski okrug
- Hatamski okrug
- Jazdski okrug
- Mehriški okrug
- Mejbodski okrug
- Sadučki okrug
- Tabaški okrug
- Taftski okrug

## Vanjske poveznice
- (perz.) Službene stranice Jazdske pokrajine

Ostali projekti
|  | Zajednički poslužitelj ima još gradiva o temi Jazdska pokrajina |